# Anito: Defend a Land Enraged
Anito: Defend a Land Enraged là tựa game nhập vai dựa trên thần thoại và văn hóa dân gian Philippines do hãng Anino Entertainment phát triển, vốn là công ty game độc lập có trụ sở tại Manila, Philippines. Game được phát hành vào ngày 22 tháng 11 năm 2003 cho hệ điều hành Microsoft Windows.
Anito: Defend a Land Enraged  là tựa game đầu tiên được một nhóm nhà phát triển game người Philippines sản xuất và thiết kế toàn bộ. Trò chơi này cũng trở thành bước ngoặt đánh dấu sự ra đời của ngành công nghiệp phát triển trò chơi điện tử ở Philippines.

## Cốt truyện
Anito: Defend a Land Enraged lấy bối cảnh thế kỷ 16 trên hòn đảo Maroka ở châu Á. Maroka đang chìm đắm trong cuộc xung đột nội bộ và những kẻ xâm lược trang bị giáp sắt từ một nơi xa xôi đang dần biến vùng đất này thành thuộc địa của tên quốc vương cầm đầu đạo quân xâm lược. Datu Maktan – thủ lĩnh của bộ lạc Mangatiwala và là nhà kiến tạo hòa bình có ảnh hưởng nhất của xứ sở này – bỗng dưng mất tích một cách bí ẩn, và các con của Mangatiwala tên là Agila và Maya phải mau chóng lên đường tìm kiếm cha mình cho bằng được và khôi phục lại nền hòa bình mong manh mà Mangatiwala đã giữ cân bằng trước khi thế lực thù địch giày xéo vùng đất này.

## Lối chơi
Lối chơi trong Anito: Defend a Land Enraged tập trung vào mảng giao chiến và khám phá. Người chơi điều hướng môi trường thế giới mở trong game bằng cách sử dụng kết hợp điều khiển bàn phím và chuột. Người chơi dễ dàng tham chiến với nhiều loại quân địch khác nhau bằng nhiều loại vũ khí và khả năng bao gồm kiếm, khiên và vũ khí tầm xa. Người chơi còn có thể tương tác với những nhân vật NPC và hoàn thành vô số nhiệm vụ để tiếp tục câu chuyện cũng như mở khóa các khả năng và trang bị mới cho nhân vật chính. Bên cạnh phần giao chiến và khám phá, Anito: Defend a Land Enraged còn có nhiều yếu tố lối chơi khác, bao gồm giải đố và quản lý tài nguyên. Người chơi phải thu thập tài nguyên và chế tạo vật phẩm để tồn tại và tiến nối cuộc hành trình trong game, đồng thời còn có thể nâng cấp khả năng và trang bị của nhân vật chính xuyên suốt hành trình này.

## Đón nhận
Anito: Defend a Land Enraged nhận được đánh giá từ trung bình đến tiêu cực, với số điểm là 63 trên Metacritic và 55.80% trên GameRankings.
Game đã giành chiến thắng ở hạng mục Đổi mới trong Âm thanh tại Liên hoan Trò chơi Độc lập Thường niên lần thứ 12 vào năm 2004.